# Johannes Hedwig
Johannes Hedwig (latinizado Joannis) ( 8 de diciembre de 1730, Brașov, Transilvania – 18 de febrero de 1799, Leipzig) fue un célebre médico y botánico especialista en briófitas alemán, profesor de ambas ciencias en Leipzig.
Estudió Medicina en la Universidad de Leipzig, recibió su M.D. en 1759. Practicó la profesión liberal de médico por los siguientes veinte años, durante los cuales aprendió Botánica como un hobby, coleccionando en las mañanas antes de la jornada laboral, y luego estudiando sus acumulaciones en el atardecer. Adquirió un microscopio y acrecentó una biblioteca.
Hizo estudios especiales sobre las plantas gramíneas y criptógamas; escribió diferentes obras como
- Fundamenta historiae naturalis muscorum ….rondosorum (Historia natural de los musgos). 1882-1883. 2 partes

- Teoría de la generación y fructificación de las plantas criptógamas Linnaei. 1798
- Abbildungen kryptogamischer Gewächse. 1787-1797. 4 tomos
- Del nacimiento de la fibra animal y vegetal (1799-1803, fasc. 1-4), los dos fascículos últimos los editó su hijo Roman Adolf Hedwig (1772-1806)
- Sammlung meiner zerstreuten Abhandlungen (Instrucciones para secar y ordenar las plantas). 1793-1797. 2 tomos

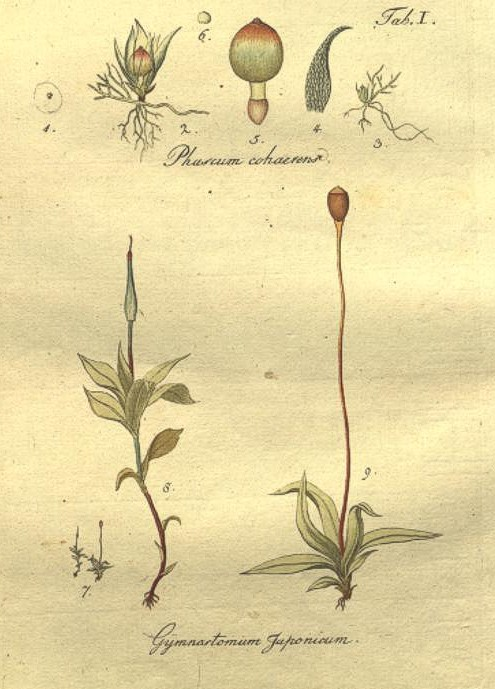
Plancha 1 "Species Muscorum Frondosorum", Phascum cohaerens & Gymnostomum japonicum

## Honores

### Epónimos
Género
- de musgos Hedwigia

Especies fanerógamas
- (Burseraceae) Caproxylon hedwigii Tussac[1]

- (Hymenophyllaceae) Didymoglossum hedwigii C.Presl[2]

- (Saxifragaceae) Saxifraga × hedwigii Hort. ex Ingwersen[3]